# Pierre Levée (La Roche-l’Abeille)

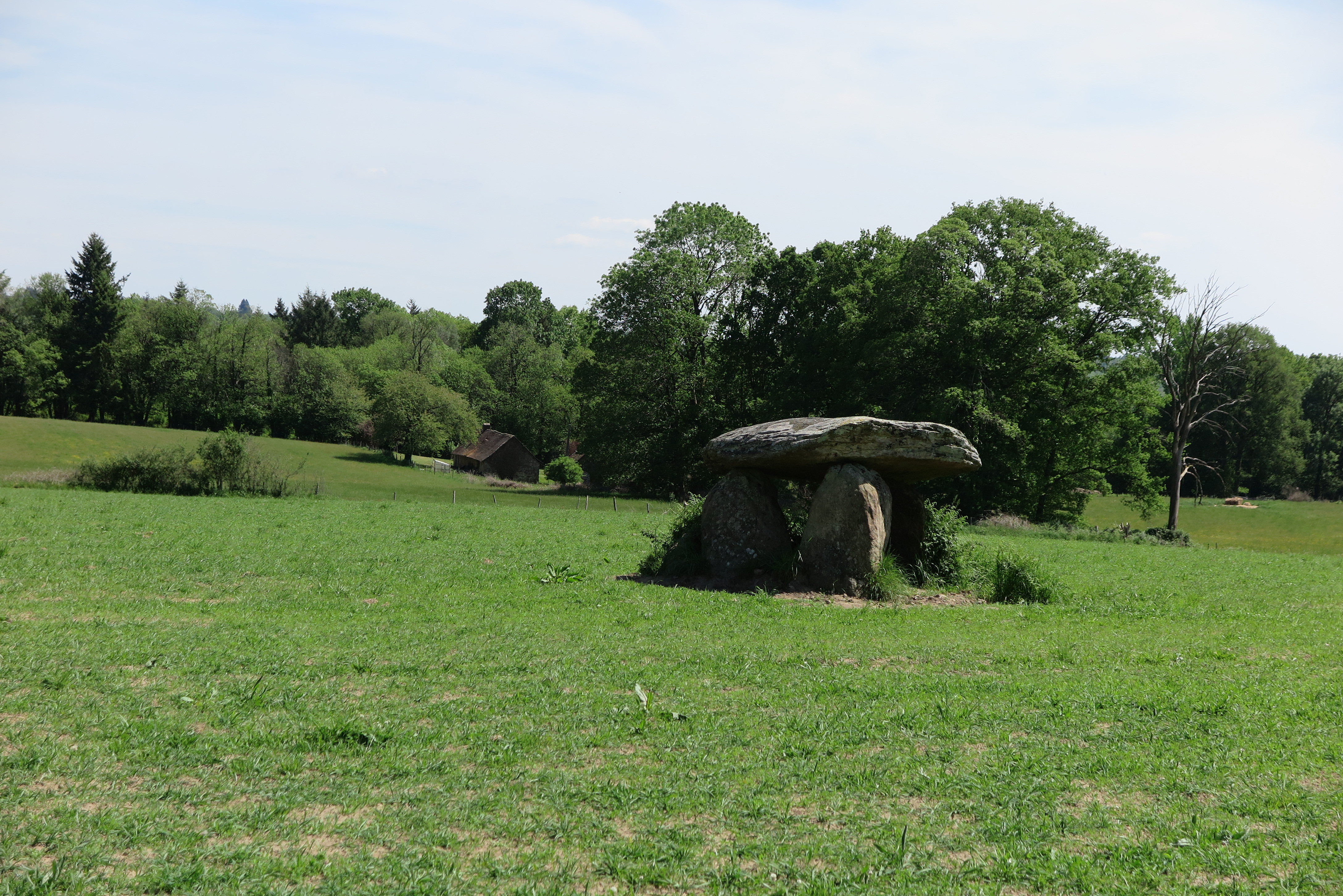
Dolmen Pierre Levée

Der Dolmen Pierre Levée bei dem Dorf La Roche-l’Abeille ist eine neolithische Megalithanlage im Département Haute-Vienne, Frankreich. Er steht etwa 2 km östlich des Dorfes und ca. 800 m südwestlich des Gehöfts La Bellaudie inmitten eines Feldes und befindet sich im Besitz des Feldeigners.
Eine unregelmäßig ovale Deckplatte aus Granit ruht auf fünf senkrechten Orthostaten unterschiedlicher Höhe: vier sind zwischen 1,0 und 1,5 m hoch, der fünfte lediglich 50 cm. Die Deckplatte ist daher geneigt. Eine Legende besagt, dass drei Hirtinnen die Steine herbeitrugen, aber einer von ihnen war lahm und konnte nur einen kleineren Stein tragen.
Der Dolmen ist seit Mai 1945 als Monument historique registriert und geschützt.